# Ugolino Vivaldi (cacciatorpediniere)
L'Ugolino Vivaldi è stato un esploratore e successivamente un cacciatorpediniere della Regia Marina.

## Storia

### Nome e motto
Il Vivaldi prese nome dal navigatore genovese Ugolino Vivaldi del quale nel 1291 si persero le tracce dopo che, insieme al fratello Vadino, si era avventurato su fragili galee oltre lo Stretto di Gibilterra, dirigendosi poi a sud lungo le coste africane.
Il motto della nave Con la prora diritta a gloria e a morte è tratto da La notte di Caprera (da Elettra, 1903) di Gabriele D'Annunzio.

### Gli anni Trenta

Unità della classe Navigatori all'ormeggio nei primi anni trenta.

Il Vivaldi fu la sesta unità della classe ad entrare in servizio nella primavera del 1930 come esploratore leggero, subendo subito il primo importante ciclo di modifiche per il miglioramento della stabilità (alleggerimento e abbassamento delle sovrastrutture), nonché la sostituzione di timone (1932) e tubi lanciasiluri.
Assegnato al I Gruppo Divisione Esploratori, nel periodo tra le due guerre effettuò la normale attività di squadra.
Tra la fine del 1930 e l'inizio del 1931 prese parte, con funzioni di appoggio, alla crociera aerea transatlantica Italia-Brasile di Italo Balbo.
Prese parte alle operazioni di appoggio navale durante la guerra civile spagnola (1936-1938).
Nel 1938 subì per primo le modifiche di allargamento dello scafo e rifacimento della prora che, infatti, risultò più bassa e meno arrotondata rispetto alle unità gemelle; fu anche incrementato l'armamento.
Nello stesso anno il Vivaldi fu riclassificato cacciatorpediniere e assegnato alla XIV Squadriglia Cacciatorpediniere nell'ambito della II Squadra Navale.
Nel 1939 partecipò alle operazioni per la conquista dell’Albania.

### La seconda guerra mondiale

#### 1940

Torretta telemetrica a due telemetri stereoscopici

All'ingresso dell'Italia nel secondo conflitto mondiale era caposquadriglia della XIV Squadriglia Cacciatorpediniere con base a Taranto, che formava con i gemelli da Noli, Pancaldo e Malocello. Comandante dell'unità era il capitano di vascello Giovanni Galati, che mantenne il comando del cacciatorpediniere sino all'inizio del 1942. Il Vivaldi ebbe fin dagli inizi una carriera operativa intensa e ricca di azioni: partecipò a numerose missioni di squadra e di scorta ai convogli, nelle quali si distinse sempre per la sua aggressività sia offensiva che difensiva, e per il valore dimostrato che gli meritò la medaglia d'argento.
Partecipò alla battaglia di Punta Stilo del 9 luglio 1940, facendo parte del gruppo di protezione e sostegno composto da V Divisione corazzate, IV e VIII Divisione incrociatori con altre quattro Squadriglie di cacciatorpediniere. In realtà la XIV Squadriglia (Vivaldi, Da Noli e Pancaldo) era stata inizialmente lasciata in porto di riserva a Taranto ma, mentre l'operazione in corso si trasformava da scorta convogli a scontro con la Mediterranean Fleet, tre cacciatorpediniere andarono in avaria e l'ammiraglio Inigo Campioni, comandante la flotta italiana, decise di far muovere anche Vivaldi, Da Noli e Pancaldo a rinforzo del gruppo, in sostituzione delle tre unità guaste; la partenza della XIV Squadriglia da Taranto avvenne alle 6:18 del 9 luglio. Lo scontro per la XIV Squadriglia (ridotta peraltro ai soli Vivaldi e Pancaldo per avaria del Da Noli) si risolse in un nulla di fatto: furono gli ultimi cacciatorpediniere italiani ad attaccare e quando lo fecero, alle 16:28, il comandante della squadriglia decise di rinunciare all'attacco col siluro in quanto le unità nemiche (in quel momento ancora a 18.000 metri di distanza) si stavano allontanando; il Vivaldi fu fatto oggetto del lancio di due siluri, che poté evitare con la manovra. Terminata la battaglia Vivaldi e Pancaldo rientrarono ad Augusta dove si rifornirono di carburante e dove, nella serata del 10 luglio, furono attaccate da tre aerosiluranti britannici: uno dei siluri, diretto contro il Vivaldi, mancò il bersaglio, mentre il Pancaldo fu colpito ed affondò.

Il Vivaldi in rientro a Taranto nel settembre 1940, dopo le riparazioni dei danni conseguenti allo speronamento del sommergibile Oswald

Il 1º agosto lasciò Augusta insieme ai gemelli da Noli, Pessagno, Usodimare e da Recco per una missione di caccia antisommergibile. Quello stesso giorno il Vivaldi avvistò un sommergibile in navigazione dodici miglia a sud di Capo Spartivento Calabro, a meno di 2500 metri di distanza: si trattava dell'HMS Oswald. Il Vivaldi, dopo aver danneggiato il sommergibile con il lancio di alcune bombe di profondità, lo speronò provocandone, alle 23:05, l'affondamento. Il cacciatorpediniere trasse inoltre in salvo (e catturò) 52 dei 55 membri dell'equipaggio dell’Oswald.
In seguito ai danni riportati nello speronamento il Vivaldi trascorse un mese in cantiere per le riparazioni.
Nella notte tra il 7 e l'8 ottobre il Vivaldi, insieme ai gemelli da Noli e Tarigo, posò un campo minato al largo di Capo Bon: su queste mine affondò successivamente il cacciatorpediniere britannico Hyperion.
Intorno alle otto del mattino del 12 ottobre salpò da Messina insieme alle due unità sezionarie ed agli incrociatori della III Divisione (Trento, Trieste, Bolzano) per soccorrere le unità coinvolte nello scontro di Capo Passero; quando si vide che le navi superstiti non necessitavano di soccorsi, le unità partite da Messina si misero alla ricerca delle unità inglesi, cercandole fino ad oltre mezzogiorno senza però individuarle.
Il 7 novembre fu inviato insieme a Da Noli e Malocello ad attaccare unità nemiche, ma non riuscì a trovarle.

#### 1941

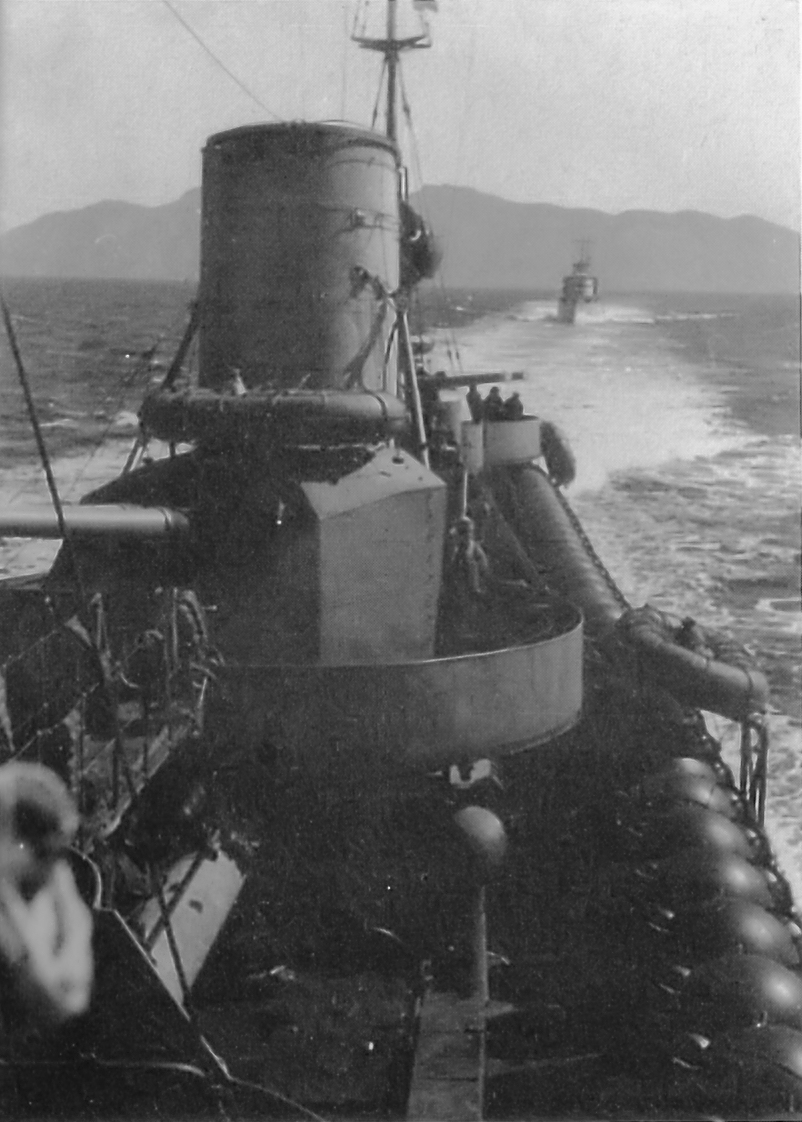
Cacciatorpediniere classe Navigatori nel 1941 con un carico di mine del tipo P.200.

Nella notte tra il 7 e l'8 gennaio 1941, insieme ai gemelli da Noli, Malocello e Tarigo ed alle torpediniere Vega e Sagittario, effettuò la posa dei campi minati «X 2» ed «X 3» (180 mine ciascuno) al largo di Capo Bon.
Il 22 gennaio rilevò, insieme a da Noli, Malocello e Tarigo, i cacciatorpediniere Freccia e Saetta nella scorta, sulla rotta Napoli-Trapani, ai trasporti truppe Marco Polo, Conte Rosso, Esperia e Victoria: il convoglio giunse indenne a Tripoli il 24, nonostante un attacco portato dal sommergibile HMS Unique contro l’Esperia, che non fu nemmeno notato.
Dal 1° al 3 marzo scortò sulla rotta di rientro Tripoli-Napoli, insieme alle torpediniere Procione, Orsa e Calliope, i piroscafi Alicante, Arcturus, Leverkusen e Wachtfels.
Il 5 marzo salpò da Napoli scortando, insieme ai cacciatorpediniere Lampo, Malocello, da Noli e Folgore, i trasporti tedeschi Ankara, Reichenfels, Marburg e Kybfels; dopo una tappa a Palermo l'8, l'indomani il convoglio proseguì per la Libia.
Dal 2 al 4 aprile scortò – insieme a Da Noli e Malocello – da Tripoli a Napoli, nella navigazione di ritorno, il trasporto truppe Galilea (silurato e gravemente danneggiato alcuni giorni prima dal sommergibile Upright) e i mercantili Ankara, Reichenfels, Marburg e Kybfels.
Il 12 aprile scortò, unitamente ai cacciatorpediniere da Noli, Dardo e Malocello (scorta poi rinforzata con l'invio, da Tripoli, delle torpediniere Circe e Montanari) un convoglio composto dai piroscafi Galilea, Marburg, Ankara, Reichenfels e Kybfels (da Malta furono fatti uscire i cacciatorpediniere Jervis, Janus, Nubian e Mohawk per intercettare il convoglio, ma non vi riuscirono).
Sempre in aprile prese parte alle operazioni di salvataggio dei sopravvissuti del convoglio «Tarigo», distrutto da una formazione di cacciatorpediniere britannici il 16 aprile.
Dal 4 al 5 maggio scortò da Napoli a Tripoli, insieme ai gemelli Da Noli e Malocello ed alle torpediniere Pegaso, Orione e Cassiopea un convoglio composto dai trasporti truppe Victoria e Calitea e dalle motonavi merci Andrea Gritti, Barbarigo, Sebastiano Venier, Marco Foscarini ed Ankara.
Il 26 maggio salpò da Napoli per scortare a Tripoli, insieme al gemello Da Noli ed alle torpediniere Cigno, Procione e Pegaso, le motonavi Andrea Gritti, Marco Foscarini, Sebastiano Venier, Rialto, Ankara e Barbarigo; nonostante gli attacchi aerei, che danneggiarono la Foscarini e la Venier, il convoglio giunse a destinazione il 28.
Dal 7 giugno al 4 agosto il Vivaldi restò in cantiere a La Spezia per grandi lavori di manutenzione.
Il 13 agosto salpò da Napoli per scortare a Tripoli, insieme ai cacciatorpediniere Malocello, Folgore, Strale e Fulmine ed alla torpediniera Orsa, un convoglio composto dai trasporti Andrea Gritti, Rialto, Vettor Pisani, Francesco Barbaro e Sebastiano Venier; tale convoglio giunse indenne il 15 nonostante attacchi aerei, ma durante uno di questi attacchi un cannone del Vivaldi esplose accidentalmente obbligando la nave a dirigere per Bengasi. Il 14 agosto il convoglio era stato attaccato da un sommergibile con due siluri: dopo aver evitato le armi, il Vivaldi gettò quattro bombe di profondità e osservò poi venire a galla bolle d'aria, pezzi di legno e nafta, ritenendo quindi di aver affondato l'unità subacquea nemica (tuttavia non esistono conferme da parte della Royal Navy in merito alla perdita di un sommergibile per tale azione). Sempre durante tale scorta il Vivaldi ritenne di aver colpito con le proprie armi quattro aerosiluranti britannici, ma fu a sua volta mitragliato con la morte di tre uomini ed il ferimento grave di altri sei (almeno uno dei quali morì in seguito).
Il 19 agosto appartenne – in qualità di caposcorta –, insieme ai cacciatorpediniere Gioberti, Da Recco, Gioberti ed alla torpediniera Dezza, cui poi si aggregò anche la X Squadriglia (Maestrale, Grecale, Libeccio, Scirocco), alla scorta di un convoglio in navigazione da Napoli a Tripoli (trasporti truppe Marco Polo, Esperia, Neptunia ed Oceania); Vivaldi e Gioberti diedero la caccia, senza risultato, a due sommergibili, ma il 20 agosto, quando ormai i trasporti avevano imboccato la rotta di sicurezza per Tripoli (scampando anche ad un attacco da parte del sommergibile HMS Unbeaten) il sommergibile britannico Unique silurò l’Esperia, che affondò in posizione 33°03' N e 13°03' E; fu possibile trarre in salvo ben 1139 uomini, mentre le vittime furono 31.
Nella notte del 12-13 ottobre avrebbe dovuto effettuare la posa di un campo minato, insieme ai cacciatorpediniere Malocello, Camicia Nera, Pigafetta, da Verrazzano e Aviere ed agli incrociatori leggeri Eugenio di Savoia, Montecuccoli e Duca d’Aosta, ma l'operazione fu annullata in seguito all'uscita in mare della Mediterranean Fleet.
In novembre fu dislocato a Taranto.
Il 21 novembre 1941 uscì in mare per scortare a Messina, insieme all'incrociatore leggero Garibaldi, ai cacciatorpediniere da Noli, Alpino, Granatiere, Fuciliere, Corazziere e Carabiniere ed alla torpediniera Perseo, l'incrociatore leggero Duca degli Abruzzi, gravemente danneggiato da aerosiluranti durante una missione di scorta indiretta a due convogli per la Libia.
Alle tre del pomeriggio del 13 dicembre salpò da Taranto insieme ai gemelli Da Noli, Malocello, da Recco e Zeno e si aggregò al gruppo scorta indiretta – corazzate Littorio e Vittorio Veneto, cacciatorpediniere Granatiere, Bersagliere, Fuciliere e Alpino, torpediniere Clio e Centauro – nell'ambito dell'operazione «M 41», che fu però funestata dagli attacchi dei sommergibili, che danneggiarono la Vittorio Veneto ed affondarono due mercantili, il Filzi ed il Del Greco: il Vivaldi scortò a Taranto, insieme ai cacciatorpediniere Da Noli, Aviere, Geniere, Carabiniere e Camicia Nera ed alle torpediniere Lince ed Aretusa, la corazzata danneggiata.
Dal 16 al 18 dicembre, nell'ambito dell'operazione di traffico «M 42», scortò da Taranto a Tripoli, unitamente ai gemelli Da Noli, Malocello, Da Recco, Zeno e Pessagno, il convoglio «L», composto dalle moderne motonavi Napoli, Monginevro e Vettor Pisani (inizialmente le navi viaggiarono insieme ad un altro convoglio, l'«N» – motonave Ankara, cacciatorpediniere Saetta, torpediniera Pegaso – separandosi poi al largo di Misurata). Alle 21:40 del 18 dicembre la Napoli fu colpita da bombardieri ed aerosiluranti al largo di Tagiura riportando seri danni, ma il Da Noli la prese a rimorchio trainandola a Tripoli (ove arrivò l'indomani).

#### 1942

Paramine del tipo montato sulle unità della classe Navigatori. Visibili anche le tramogge per le bombe torpedini da getto e, in basso a sinistra, l'apparato nebbiogeno.

Alle 10.15 del 3 gennaio 1942 salpò da Messina unitamente ai cacciatorpediniere Bersagliere, Fuciliere, Usodimare e Da Recco per scortare a Tripoli, nell'ambito dell'operazione «M 43» (tre convogli per la Libia con in mare complessivamente 6 mercantili, 6 cacciatorpediniere e 5 torpediniere), un convoglio composto dalle moderne motonavi Nino Bixio, Lerici e Monginevro: tutti i mercantili giunsero a destinazione il 5 gennaio.
Il 22 gennaio fece parte – insieme ai cacciatorpediniere Da Noli, Camicia Nera, Malocello, Geniere ed Aviere ed alle torpediniere Orsa e Castore – della scorta diretta all'operazione «T. 18» (un convoglio formato dal trasporto truppe Victoria – partito da Taranto – e dai cargo Ravello, Monviso, Monginevro e Vettor Pisani – salpati da Messina –, con a bordo in tutto 15.000 tonnellate di materiali, 97 carri armati, 271 automezzi e 1467 uomini); il 23, durante la navigazione, la Victoria fu immobilizzata e poi affondata da due attacchi di aerosiluranti, mentre il resto del convoglio giunse a destinazione.
Il 21 febbraio prese parte all'operazione di traffico «K 7» scortando, insieme ai cacciatorpediniere Strale, Zeno, Malocello e Premuda ed alla torpediniera Pallade, un convoglio composto dai trasporti Monginevro, Ravello ed Unione sulla rotta da Messina (da dove il convoglio partì alle 17:30 del 21) a Tripoli.
Alle 16:30 del 13 giugno salpò da Cagliari (al comando del capitano di vascello Ignazio Castrogiovanni) insieme a Zeno e Malocello per attaccare – insieme alla VII Divisione incrociatori (Montecuccoli ed Eugenio di Savoia) ed alla X Squadriglia cacciatorpediniere (Premuda, Gioberti, Ascari, Oriani) – il convoglio britannico «Harpoon» nell'ambito della Battaglia di mezzo giugno.
All'inizio del combattimento il Vivaldi ed il Malocello (lo Zeno era rientrato per un guasto ai motori, così come del resto il Gioberti) si trovavano in coda alla formazione, e, dato che il Malocello aveva subito un guasto alle macchine che ne aveva ridotto la velocità a 28 nodi.
Alle 5:38 vennero incaricati di attaccare i mercantili del convoglio.
Alle 5:54, mentre si avvicinavano al convoglio, Vivaldi e Malocello furono presi di mira dai cacciatorpediniere britannici Marne e Matchless da 18.000 metri di distanza: alle 5:58 le due navi italiane aprirono il fuoco contro altri cacciatorpediniere frattanto sopraggiunti, ritenendo di averne colpito uno (il Badsworth, ma in realtà non risultano danni a questa nave) e mancando di poco il polacco Kujawiak; alle 5:59, ritenendo ormai impossibile l'avvicinamento al convoglio, ben difeso ed in allontanamento, il Vivaldi lanciò due siluri da 5.800 metri contro i mercantili Troilus e Chant (senza però poterli colpire; anche il Malocello un siluro, infruttuosamente, contro il cacciatorpediniere Kujawiak).
Vivaldi e Malocello continuarono poi a far fuoco contro i mercantili e contro il Marne, quando questi emergevano dalle cortine fumogene frattanto stese dalle navi inglesi.
Alle 6:07 il Vivaldi fu colpito da un proiettile del Matchless: il colpo provocò gravi danni, numerose vittime ed un furioso incendio che ben presto dilagò per la zona centrale della nave, obbligando a ridurre di molto la velocità sino a che, alle 6:22, le macchine dovettero essere fermate.
Il Malocello fornì assistenza al Vivaldi difendendolo dagli attacchi delle navi inglesi (cui frattanto si erano aggiunti altri cacciatorpediniere), che si erano avvicinate sino a 4.000-5.000 metri, e coprendolo con cortine fumogene (alle 6:20 le due unità rimasero momentaneamente scoperte dalla nebbia artificiale, tornandovi poi poco dopo); lo stesso Vivaldi, sebbene immobilizzato ed in fiamme, continuò a fare fuoco.
Tra le 6:36 e le 6:37 l'incrociatore HMS Cairo e i cacciatorpediniere Ithuriel e Matchless aprirono il fuoco contro le due navi italiane: il comandante Castrogiovanni, reputando la perdita della nave ormai prossima, fece comunicare «Combatterò fino all'ultimo. Viva il Re» e sollecitò il comandante Leoni del Malocello ad abbandonarlo ed allontanarsi (tuttavia il Malocello continuò a difenderlo); il Vivaldi lanciò quindi due siluri contro il Partridge, altro cacciatorpediniere inglese, obbligandolo a ritirarsi.
Dopo un'ora e mezza di scontro ravvicinato le navi inglesi ripiegarono. Alle 6:46 il Vivaldi poté rimettere in funzione una caldaia grazie all'impegno del Comandante di Macchina Maggiore del Genio Navale Silvio Dossi e dei suoi uomini che, dopo aver domato l'incendio durato nove ore, rimisero in funzione un gruppo elettrogeno e la caldaia rimasta illesa.
Diresse per Pantelleria assistito dal Malocello (cui erano frattanto giunti in aiuto Oriani, Ascari e Premuda, sebbene troppo tardi per prendere parte allo scontro).
Le due unità si affiancarono ed il Vivaldi ricevette mezzi per domare gli incendi, trasbordando frattanto sul Malocello e sui MAS 557, 563 e 564 i molti feriti ed ustionati.
Alle 9:25 l'unità danneggiata fu presa a rimorchio dal Malocello, ma verso le 9:30 le due navi furono infruttuosamente attaccate da 4 aerosiluranti Fairey Albacore e poi, per errore, da 9 bombardieri italiani Savoia Marchetti SM 84.
Il Malocello, lasciati i cavi, manovrò evitando vari siluri lanciati a 2.000 metri di distanza, mentre il Vivaldi fu preso a rimorchio dal Premuda.
La nave poté infine ormeggiarsi, alle 14:30, a Scaura (Pantelleria), ove i tentativi di domare le fiamme ebbero finalmente successo.
In tutto il combattimento il Vivaldi aveva sparato circa 300 proiettili da 120 mm.
Tra l'equipaggio dell'unità vi furono 10 morti, ma il bilancio salì rapidamente a 24 vittime in seguito alla morte di molti dei feriti gravi.

#### 1943
I lavori di riparazione dei gravi danni furono molto lunghi, protraendosi sino al maggio 1943, ptresso il Porto di Napoli.
Oltre alle riparazioni, la nave ricevette la sostituzione del complesso lanciasiluri di poppa e delle mitragliere da 13,2 mm rispettivamente con 2 mitragliere da 37 mm e 9 da 20 mm.
Il 10 luglio dello stesso anno il Vivaldi fu attaccato da aerosiluranti, ma riuscì a schivare i siluri.

Il percorso della flotta italiana al comando di Bergamini

Il 7 settembre la nave giunse a La Spezia per lavori, ma nell'ambito delle vicende dell'armistizio il Vivaldi (al comando del capitano di vascello Francesco Camicia) ed il gemello Da Noli salparono da La Spezia per portarsi a Civitavecchia, dove avrebbero dovuto imbarcare il re Vittorio Emanuele III in fuga da Roma. Dato che il re aveva deciso invece di dirigersi verso Pescara, Vivaldi e Da Noli ricevettero, nella mattinata del 9 settembre 1943, l'ordine di fare rotta per La Maddalena,dove avrebbero incontrato il grosso della squadra navale italiana, partita da La Spezia. Alle 14:33 dello stesso giorno fu ordinato loro di «Uscire dall'estuario della Maddalena verso ponente, affondando durante il passaggio tutti i mezzi tedeschi che stavano trafficando tra Sardegna e Corsica». Al largo di Razzoli, nelle bocche di Bonifacio, le due navi si scontrarono, tra le 16 e le 17:15 del 9 settembre, con alcune motovedette e motozattere tedesche, affondandone o danneggiandone alcune e costringendo le altre a ripiegare; ma furono poi prese di mira dal tiro delle batterie costiere tedesche della Corsica. Il Vivaldi, verso le 17, fu ripetutamente colpito e gravemente danneggiato: a bordo si sviluppò un incendio e le macchine vennero messe fuori uso; nel giro di mezz'ora la nave si trovò immobilizzata a sud di Capo Fenu. Il Da Noli ebbe sorte ancor peggiore: lievemente danneggiato dal tiro delle batterie, mentre manovrava per allontanarsi urtò una mina che ne provocò il rapido affondamento. Causa la sua precaria situazione, il Vivaldi non poté fare nulla per soccorrere i naufraghi del Da Noli (dei quali se ne salvarono alla fine solo 39). Verso le 19 il Vivaldi poté rimettere in funzione una delle caldaie e, alla velocità di 10 nodi, cercò di allontanarsi, ma fu nuovamente attaccato da bombardieri tedeschi Dornier Do 217 prima delle 20: nonostante la reazione delle artiglierie contraeree della nave, una bomba radioguidata Henschel Hs 293 colpì l'unità arrecandole ulteriori danni. Appruato e quasi fermo a mezzanotte, il Vivaldi continuò nella sua sempre più difficoltosa navigazione, ma alle 5:30 del 10 settembre, dopo aver passato l'Asinara, non potendo più proseguire, fu dato l'ordine di abbandonare la nave e di autoaffondarla. Due membri dell'equipaggio, il capitano di corvetta Alessandro Cavriani (assistente di squadriglia) ed il capo meccanico Virginio Fasan, tornarono a bordo per accelerarne la fine, ma scomparvero entrambi con la nave che colava a picco una cinquantina di miglia ad ovest dell'Asinara: alla loro memoria fu conferita la Medaglia d'oro al valor militare.
I naufraghi del Vivaldi andarono poi incontro ad una sorte molto travagliata. Un idrovolante tedesco recuperò 23 superstiti che furono portati in Corsica; altri tre idrovolanti anch'essi tedeschi, ammarati per recuperare i naufraghi, furono mitragliati, incendiati e distrutti da un aereo statunitense (in tale mitragliamento rimasero uccisi alcuni naufraghi, indicati a seconda delle fonti in due o 13). All'1:30 dell'11 settembre una motovedetta tedesca salvò altri 47 naufraghi insieme agli equipaggi degli aerei distrutti, mentre un idrovolante statunitense ne recuperò altri due o quattro. 44 superstiti del Vivaldi e (in maggioranza) del Da Noli furono recuperati dal sommergibile HMS Sportsman nella serata del 12, mentre altri 7 uomini furono salvati il 16 settembre dalla motozattera MZ 780, che li portò a Mahón. 89 superstiti raggiunsero il territorio spagnolo.
In tutto tra l'equipaggio del Vivaldi si ebbero 58 morti e 240 sopravvissuti (altre fonti indicano invece 90 tra morti – 56 – e dispersi – 34 – e 190 sopravvissuti).
Nel corso del conflitto l'unità aveva svolto 155 missioni di guerra per un totale di 59.991 miglia percorse e 3691 ore di moto.

### Comandanti
- Capitano di vascello Giovanni Galati (28 aprile 1940 - 7 gennaio 1942)
- Capitano di vascello Ignazio Castrogiovanni (8 gennaio 1942 - 23 agosto 1942)
- Capitano di vascello Francesco Camicia (1º marzo 1943 - 10 settembre 1943)